# اسم در زبان فرانسوی
در زبان فرانسه همه اسم‌ها یا مذکر هستند یا مؤنث. به این می‌گویند جنسیت آنها. حتی کلمات برای چیزها هم جنسیت دارند. هر زمان که از اسمی استفاده می‌کنید، باید بدانید که آیا آن اسم مذکر است یا مؤنث، زیرا این روی شکل سایر کلمات استفاده شده با آن تأثیر می‌گذارد، مانند:
- صفت‌هایی که آن را توصیف می‌کنند
- حروف تعریف (مانند le یا une) که قبل از آن قرار دارند
- ضمایر (مانند il یا elle) که جایگزین آن می‌شوند

با جستجوی کلمه در فرهنگ لغت می‌توانید اطلاعاتی در مورد جنسیت پیدا کنید. وقتی با اسم جدیدی روبرو می‌شوید، همیشه حرف تعریف آن را یاد بگیرید که به شما کمک کند جنسیت آن را به خاطر بسپارید.
le یا un قبل از اسم مذکر می‌آید.
la یا une قبل از اسم مؤنث می‌آید.
هنگامی که فقط در مورد یکی از آنها (اسم) صحبت می‌کنیم به چیزی به صورت مفرد و هنگامی که در مورد بیشتر از یک مورد صحبت می‌کنیم به عنوان جمع اشاره می‌کنیم. مفرد شکل اسمی است که معمولاً وقتی اسمی را در فرهنگ لغت جستجو می‌کنید پیدا می‌کنید. همانند زبان انگلیسی، اسامی در فرانسه شکل خود را به صورت جمع تغییر می‌دهند. صفت‌ها، حروف تعریف و ضمایر نیز تحت تأثیر مفرد یا جمع بودن اسم قرار می‌گیرند. به خاطر داشته باشید که باید از کلمه مناسب برای اسم و با توجه به جنسیت اسم فرانسوی استفاده کنید.

## اسامی که به مردم اشاره دارد
بیشتر اسم‌هایی هستند که به مرد و پسر اشاره می‌کنند مذکر هستند.
- un homme یک مرد
- un roi یک پادشاه

اکثر اسم‌هایی که به زن و دختر اشاره می‌کنند مؤنث هستند.
- une fille یک دختر
- une reine یک شاهدخت

وقتی از یک واژه برای اشاره به مرد/پسر یا زن/دختر استفاده می‌شود، جنسیت آن معمولاً بسته به جنسیت شخصی که به آن اشاره می‌کند تغییر می‌کند.
- un camarade یک دوست (جنس مذکر)
- une camarade یک دوست (جنس مؤنث)
- un Belge یک بلژیکی (مرد/پسر)
- une Belge یک بلژیکی (زن/دختر)

برخی از کلمات برای افراد فقط یک جنسیت ممکن دارند، چه به مرد یا زن اشاره کنند.
- un bébé یک بچه مؤنث یا مذکر
- un guide یک راهنمای مؤنث یا مذکر
- une personne یک شخص مذکر یا مؤنث

در زبان انگلیسی و عربی گاهی اوقات می‌توانیم با تغییر پایان یک کلمه را مذکر یا مؤنث کنیم، مثلاً Englishman و Englishwoman یا prince و princess. یا در زبان عربی التلمیذ / تلمیذه. در زبان فرانسه، اغلب اوقات پایان یک اسم بسته به اینکه به مرد یا زن اشاره دارد تغییر می‌کند.
- un Anglais	یک مرد انگلیسی
- une Anglaise	یک زن انگلیسی
- un prince	یک شاهزاده پسر
- une princesse	یک شاهدخت
- un employé	یک کارمند مرد
- une employée	یک کارمند زن

## اسامی که به حیوانات اشاره دارد
در زبان انگلیسی، بسته به جنسیت حیوانی که به آن اشاره می‌کنیم، می‌توانیم بین کلماتی مانند گاو نر یا گاو یکی را انتخاب کنیم. در زبان فرانسه نیز گاهی کلمات مجزا برای حیوانات نر و ماده وجود دارد.
- un taureau یک گاو نر
- une vache یک گاو ماده

گاهی برای حیوانات نر و ماده از یک کلمه با پایان‌های مختلف استفاده می‌شود.
- un chien یک سگ نر
- une chienne یک سگ ماده

هنگامی که نمی‌دانید یا اهمیت نمی‌دهید که حیوان از چه جنسی است، معمولاً می‌توانید از فرم مذکر به عنوان یک کلمه کلی استفاده کنید. کلمات برای حیوانات دیگر با توجه به جنسیت حیوان تغییر نمی‌کند. فقط کلمه فرانسوی را با جنسیتش یاد بگیرید که همیشه یکسان است.
- un poisson یک ماهی (اسم مذکر - جنسیت ماهی اشاره شده مهم نیست)
- une souris یک موش (اسم مؤنث - جنسیت موش اشاره شده مهم نیست)

## اسامی که به اشیاء اشاره دارد
در انگلیسی، ما به همه چیزها - به عنوان مثال، میز، ماشین، کتاب، سیب - it می‌گوییم. اما در زبان فرانسه چیزها یا مردانه هستند یا زنانه. باید همزمان با یادگیری کلمه، جنسیت را نیز یاد بگیریم.
قوانین زیادی برای کمک به شما وجود دارد:
کلماتی که به e ختم می‌شوند عموماً مؤنث هستند (une boulangerie یک نانوایی * une banque یک بانک)
کلماتی که به حرف بی صدا ختم می‌شوند (هر حرفی به جز a, e، i, o یا u) عموماً مذکر هستند un aéroport یک فرودگاه
برخی از این قوانین استثنا هستند، بنابراین اگر مطمئن نیستید بهتر است در فرهنگ لغت بررسی کنید.
این پایان‌ها اغلب در اسم‌های مذکر یافت می‌شوند.
- - پایان های مذکر با -age	مثال ها:
- un village یک روستا

un voyage یک سفر
un étage یک طبقه
le fromage پنیر
اما اینها مونث هستند:
- une image یک تصویر

une page یک صفحه
la plage ساحل
un appartement یک آپارتمان
- - پایان های مذکر با -ment	مثال ها:

un bâtiment یک ساختمان
le ciment سیمان
un vêtement یک لباس
- - پایان های مذکر با -oir	مثال ها:

un miroir یک آینه
le soir شب
un mouchoir یک دستمال
- - پایان های مذکر با -sme	مثال ها:

le tourisme گردشگر
le racisme نژادپرستی
- - پایان های مذکر با -eau	مثال ها:

un cadeau یک هدیه
un chapeau یک کلاه
un gâteau یک کیک
le rideau پرده
اما اینها مونث هستند:
la peau پوست
l’eau آب
-eu	un jeu یک بازی
-ou	un chou یک کلم
le genou زانو
- - پایان های مذکر با -ier	مثال ها:

le cahier کتاب تمرین
un quartier یک محدوده
un escalier یک نرده پله
- - پایان های مذکر با -in مثال ها:

un magasin یک مغازه
un jardin یک باغ/باغچه
un dessin یک طراحی
le vin شراب
اما اینها مونث هستند:
la fin پایان
une main یک دست
- - پایان های مذکر با -on	مثال ها:

un champignon یک قارچ
un ballon یک توپ
le citron لیمو
اما اینها مونث هستند:
une maison یک خانه
la saison یک فصل